# Pavel Vasil'evič Annenkov
Pavel Vasil'evič Annenkov (in russo Павел Васильевич Анненков?) (Mosca, 1º luglio 1812 – Dresda, 20 marzo 1887) è stato un critico letterario e storico russo.

## Biografia
Nato in una ricca famiglia di latifondisti, completò i suoi studi di filosofia all'Università di San Pietroburgo. Impiegato nella burocrazia imperiale, per un anno prestò servizio presso il Ministero delle finanze. Negli anni trenta ebbe modo di conoscere Belinskij, eminente critico letterario dell'epoca, il rivoluzionario Bakunin, gli scrittori Turgenev e Gogol', divenendo di quest'ultimo il segretario personale.
Esponente di spicco della nobiltà di tendenze liberali, durante gli anni quaranta ebbe modo di effettuare vari viaggi in Europa, visitando la Germania, la Francia, il Belgio e l'Italia. Soggiornò per un certo periodo a Parigi, con lo scopo di frequentare i corsi di Adam Mickiewicz. In questo periodo iniziò un lungo rapporto epistolare con Karl Marx, conosciuto a Bruxelles.
Iniziò a collaborare con gli Otečestvennye Zapiski, (Annali patrii), rivista russa, che pubblicò le sue lettere dall'Europa. In seguito le sue corrispondenze furono ospitate dal Sovremennik, (Il Contemporaneo) sotto il titolo di Parižkie pis'ma (Lettere da Parigi). Dal 1853 al 1856 egli fu, con Turgenev e Nekrasov, il più influente critico e organizzatore della cultura letteraria russa.
La sua attività comprese anche la cura per la pubblicazione della prima edizione delle opere complete di Puškin. Il suo libro Puškin nel regno di Alessandro I, pubblicato nel 1875, « è un capolavoro di storia sociale e una conoscenza indispensabile per ogni studioso della cultura russa ». In virtù di tutto il suo lavoro sul corpus delle opere di Puškin, durante le celebrazioni puškiniane del 1880 fu insignito di un dottorato honoris causa dall'Università di Mosca.